# Filoteusz z Pskowa
Filoteusz z Pskowa (ros. Филофе́й, Fiłofiej; ur. ok. 1450, zm. 1525) – rosyjski mnich, uczony, mnich monasteru Przemienienia Pańskiego Eleazara Pskowskiego.
Informacje biograficzne na jego temat ograniczają się do wiedzy o jego istnieniu i zamieszkiwaniu w monasterze Przemienienia Pańskiego Eleazara Pskowskiego. Zainteresowanie Filoteuszem pojawiło się w latach 60. XIX w. po wydrukowaniu jego tekstów w piśmie Prawosławnyj sobiesiednik. W jego liście przedstawionym być może Iwanowi III, a z pewnością Wasylowi III wyłożona została teoria Trzech Rzymów, zgodnie z którą po upadku starożytnego Rzymu w 476 i Konstantynopola w 1453 Moskwa miała stać się centrum świata, czyli „trzecim Rzymem”, a czwartego miało już nie być. Upadek „starego” i „nowego” Rzymu Fiłofiej tłumaczył tym, że zarówno jeden, jak i drugi sprzeniewierzyły się prawdziwej wierze — prawosławiu — i za to spotkała je „kara boska”.
Koncepcja ta stała się oficjalną ideologią i wytłumaczeniem dla ekspansywnej polityki Księstwa Moskiewskiego, później Cesarstwa Rosyjskiego.